# Liangshuikou (köpinghuvudort i Kina, Hunan Sheng, lat 29,54, long 110,10)
Liangshuikou (kinesiska: 凉水口, 凉水口镇) är en köpinghuvudort i Kina. Den ligger i provinsen Hunan, i den södra delen av landet, omkring 320 kilometer nordväst om provinshuvudstaden Changsha. Antalet invånare är 8 882. Befolkningen består av 4 377 kvinnor och 4 505 män. Barn under 15 år utgör 22,0 %, vuxna 15-64 år 64 %, och äldre över 65 år 13,0 %.
Runt Liangshuikou är det ganska tätbefolkat, med 111 invånare per kvadratkilometer. Närmaste större samhälle är Chenjiahe, 13,1 km sydväst om Liangshuikou. I omgivningarna runt Liangshuikou växer huvudsakligen savannskog.
Genomsnittlig årsnederbörd är 1 738 millimeter. Den regnigaste månaden är september, med i genomsnitt 307 mm nederbörd, och den torraste är december, med 21 mm nederbörd.